# 中国飞龙专业航空

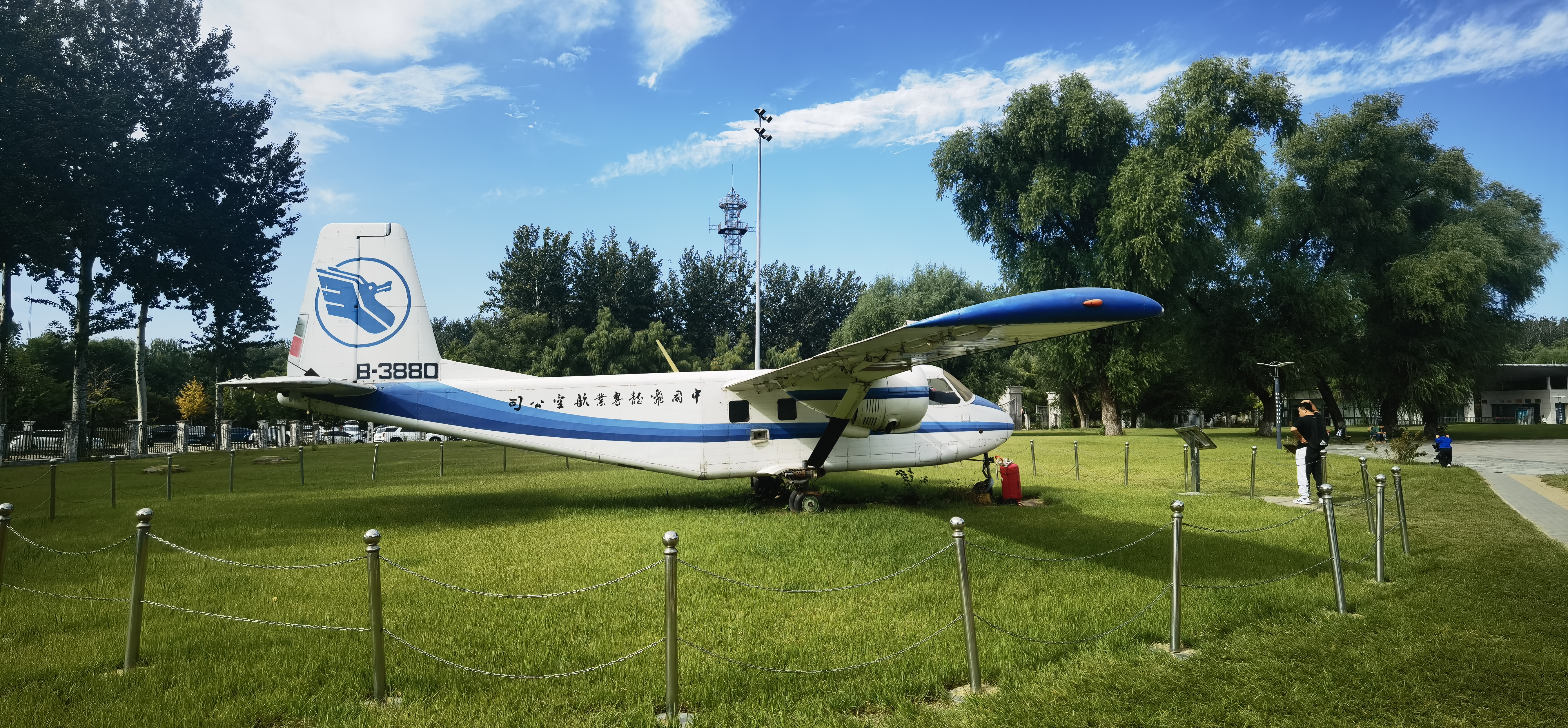
中国民航博物馆收藏的飞龙专业航空的运11

中国飞龙专业航空公司由哈尔滨飞机制造公司（现哈尔滨航空工业集团）創立於1981年，以哈爾濱為基地，經營短途航線。其大部分飛機由哈爾濱飛機製造公司生產。
2006年4月20日起，中国飞龙专业航空公司投入“直九”直升机，开通舟山群岛间的岛际飞行航线，是中国开通的首条直升机短途运营航线。该业务以朱家尖岛的舟山机场为出发点，可达桃花岛、岱山岛、嵊泗列岛、衢山岛和东极镇（庙子湖岛），单程每小时包机价格为5000元。2008年四川汶川大地震中飞龙航空的米-26直升机参与救险，米-26吊挂大型机械设备向堰塞湖坝顶运送。

## 机队
49架飞机，其中固定翼飞机29架；直升机20架。
- 11架运-12
- 2架米-26 (Mi-26T型)